# HC 경남 코로사
HC 경남 코로사(Handball Club Gyeongnam Korosa)는 대한민국 경상남도 창원시에 있었던 핸드볼 선수단이다. 코로사가 운영했던 남자 세미프로 핸드볼단이며, 2001년에 창단되었고 2015년에 해단되었다. 핸드볼코리아리그에 참가했었다.
모기업은 W. 코르데스 죄네(W. Kordes' Söhne)의 한국 총판인 장미 육종 회사 코로사(KOROSA)로, 코로사는 독일 유학 중 코르데스사의 장미에 대해 알게된 정명헌이 창립하였다. 네이밍 스폰서를 받기 전에는 재정난으로 실업 선수들이 장미 판촉 업무에 종사하기도 하였다.

## 참고 문헌
- “스포츠지원포털 등록 현황”. 대한체육회.